# 維亞雷焦
維亞雷焦（義大利語：Viareggio）是位於義大利托斯卡納大區北部的一個城市。人口約有63000人，是盧卡省內第二大城市。維亞雷焦既是一個海濱度假圣地，也是一個制造業中心。

## 友好城市
- 義大利聖貝尼迪托德隆托
- 義大利帕尔米
- 法國巴斯蒂亚
- 中国昆山市
- 波蘭奥波莱
- 義大利阿奇雷亚莱
- 義大利斯特里亚诺
- 義大利帕尔马坎帕尼亚
- 阿尔巴尼亚申津